# 日本の映画作品一覧
日本の映画作品一覧（にほんのえいがさくひんいちらん）は、ウィキペディア日本語版内に記事のある、日本映画のタイトルの一覧である。括弧内は制作年を示す。

## あ行

### あ
- ああ爆弾 （1964年）
- R100（2013年）
- アイコ十六歳 （1983年）
- 愛情物語 （1984年）
- アイデン&ティティ （2003年）
- 愛と平成の色男（1989年）
- 愛なのに（2022年）
- 愛の渦（2014年）
- 愛のコリーダ （1976年）
- 相棒
  - 相棒 -劇場版- 絶体絶命! 42.195km 東京ビッグシティマラソン （2008年）
  - 相棒シリーズ 鑑識・米沢守の事件簿 （2009年）
  - 相棒 -劇場版II- 警視庁占拠! 特命係の一番長い夜 （2010年）
  - 相棒シリーズ X DAY （2013年）
  - 相棒 -劇場版III- 巨大密室! 特命係 絶海の孤島へ （2014年）
  - 相棒 -劇場版IV- 首都クライシス 人質は50万人! 特命係 最後の決断 （2017年）
- 愛を乞うひと （1998年）
- アインシュタインガール （2005年）
- アヴァロン （2001年）
- アウターマン（2015年）
- アウトレイジ （2010年）
- 青いうた〜のど自慢 青春編〜 （2006年）
- 青い山脈
  - 青い山脈 （1949年7月19日（正篇）1949年7月26日（続篇））
  - 青い山脈 （1957年10月17日（新子の巻）1957年11月19日（雪子の巻））
  - 青い山脈 （1963年）
  - 青い山脈 （1975年）
  - 青い山脈'88 （1988年）
- 青い春（2002年）
- 青空（2020年）
- 蒼空（2008年）
- 青空に一番近い場所（1994年）
- アオグラ AOGRA （2006年）
- 青の炎 （2003年）
- 赤い殺意 （1964年）
- 赤ひげ （1965年）
- アカルイミライ （2003年）
- アキレスと亀 （2008年）
- あ・く・あ（2021年）
- あげまん （1990年）
- 赤穂城断絶 （1978年）
- アザーライフ （2006年）
- あした （1995年）
- 明日やること ゴミ出し 愛想笑い 恋愛。（2010年）
- 足に触った幸運（1930年）
- 阿修羅城の瞳 （2005年）
- あずみ
  - あずみ （2003年）
  - あずみ2 Death or Love （2005年）
- 遊びの時間は終らない （1991年）
- 讐〜ADA〜 （2013年）
- 冒険者カミカゼ -ADVENTURER KAMIKAZE- （1981年）
- アナザヘヴン （2000年）
- アナザー・ウェイ ―D機関情報― （1988年）
- アノコノシタタリ（2019年）
- あの夏、いちばん静かな海。 （1991年）
- あの、夏の日 （1999年）
- 網走番外地 （1965年）
- アヒルと鴨のコインロッカー （2007年）
- アフタースクール（2008年）
- あぶない刑事
  - あぶない刑事 （1987年）
  - またまたあぶない刑事 （1988年）
  - もっとあぶない刑事 （1989年）
  - あぶない刑事リターンズ （1996年）
  - あぶない刑事フォーエヴァー THE MOVIE （1998年）
  - まだまだあぶない刑事 （2005年）
- 雨鱒の川〜ファースト・ラブ〜 （2004年）
- 阿弥陀堂だより （2002年）
- 嵐を呼ぶ男
  - 嵐を呼ぶ男 （1957年）
  - 嵐を呼ぶ男 （1966年）
  - 嵐を呼ぶ男 （1983年）
- ある殺し屋 （1967年）
- アルプススタンドのはしの方（2020年）
- 暗殺 （1964年）
- 暗室 （1983年）
- 安住の地（2023年）
- アンテナ （2004年）
- アンドロメディア （1998年）
- アンフェア the movie （2007年）

### い
- イエローキッド (映画) （2010年）
- いかレスラー（2004年）
- 生きる （1952年）
- いこかもどろか（1988年）
- 異常性欲の夜 うごめく肉唇（2024年）
- 遺体 明日への十日間（2013年）
- 偉大なる、しゅららぼん（2013年）
- 板尾創路の脱獄王 （2010年）
- いつか… （2019年）
- いつかのナツ（2018年）
- いっツー THE MOVIE（2014年）
- 緯度0大作戦 （1969年）
- 愛しのデコトラ天使（2018年）
- 稲村ジェーン （1990年）
- 犬とナマズ THE DOG & THE CATFISH（2024年）
- いま、会いにゆきます （2004年）
- 芋川椋三玄関番の巻 （1917年）
- インスタント沼（2009年）
- 淫靡な女たち イキたいとこでイク!（2021年）
- いんらん百物語 喜悦絶叫!（2022年）

### う
- 上島ジェーン（2009年）
- ウォーターボーイズ （2001年）
- 浮雲 （1955年）
- 薄れゆく記憶のなかで （1992年）
- 唄え!裸舞ソング ふれてGコード（2021年）
- 歌麿 夢と知りせば （1977年）
- 宇宙快速船 （1961年）
- 宇宙からのメッセージ （1978年）
- 宇宙からのメッセージ・銀河大戦（1978年）
- 宇宙人東京に現わる （1956年）
- 宇宙大怪獣ドゴラ （1964年）
- 宇宙大戦争 （1959年）
- UDON（2006年）
- うなぎ （1997年）
- 姑獲鳥の夏 （2005年）
- 海と毒薬 （1986年）
- 海辺の街の約束（2021年）
- ウルトラシリーズ
  - 長篇怪獣映画ウルトラマン （1967年）
  - ウルトラマンキッズ M7.8星のゆかいな仲間 （1984年）
  - ウルトラマン物語 （1984年）
  - ウルトラマンZOFFY ウルトラの戦士VS大怪獣軍団 （1984年）
  - ウルトラマンカンパニー （1996年）
  - 甦れ!ウルトラマン （1996年）
  - ウルトラマンゼアス （1996年）
  - ウルトラマンゼアス （1997年）
  - ウルトラマンコスモス THE FIRST CONTACT （2001年）
  - 新世紀2003ウルトラマン伝説 THE KING'S JUBILEE （2003年）
  - ULTRAMAN （2004年）
- 憂なき男たちよ 快楽に浸かるがいい。（2019年）
- うん、何? （2008年）

### え
- ええじゃないか （1981年）
- 駅前シリーズ
  - 駅前旅館 （1958年7月12日）
  - 喜劇 駅前団地 （1961年8月13日）
  - 喜劇 駅前弁当 （1961年12月24日）
  - 喜劇 駅前温泉 （1962年7月29日）
  - 喜劇 駅前飯店 （1962年12月23日）
  - 喜劇 駅前茶釜 （1963年7月13日）
  - 喜劇 駅前女将 （1964年1月15日）
  - 喜劇 駅前怪談 （1964年6月11日）
  - 喜劇 駅前音頭 （1964年8月11日）
  - 喜劇 駅前天神 （1964年10月31日）
  - 喜劇 駅前医院 （1965年1月15日）
  - 喜劇 駅前金融 （1965年7月4日）
  - 喜劇 駅前大学 （1965年10月31日）
  - 喜劇 駅前弁天 （1966年1月15日）
  - 喜劇 駅前漫画 （1966年4月28日）
  - 喜劇 駅前番頭 （1966年8月14日）
  - 喜劇 駅前競馬 （1966年10月29日）
  - 喜劇 駅前満貫 （1967年1月14日）
  - 喜劇 駅前学園 （1967年4月15日）
  - 喜劇 駅前探検 （1967年9月2日）
  - 喜劇 駅前百年 （1967年11月18日）
  - 喜劇 駅前開運 （1968年2月24日）
  - 喜劇 駅前火山 （1968年5月25日）
  - 喜劇 駅前桟橋 （1969年2月15日）
- SP THE MOTION PICTURE 野望篇（2010年）
- SP THE MOTION PICTURE 革命篇（2011年）
- エターナル・マリア（2015年）
- 悦楽交差点（2015年）
- 江戸川乱歩全集 恐怖奇形人間 （1969年）
- エノケンの金太売り出す（1941年）
- エノケンの近藤勇（1931年）
- エノケンのちゃっきり金太（1937年）
- エバラ家の人々（1991年）
- 江分利満氏の優雅な生活 （1963年）
- エロ神の怨霊（1930年）

### お
- 大洗にも星はふるなり（2009年）
- 黄金バット （1966年）
- 大奥 （2006年）
- 大奥 （2010年）
- 大奥〜永遠〜［右衛門佐・綱吉篇］（2012年）
- 狼やくざ 殺しは俺がやる （1971年）
- おかえり、はやぶさ（2012年）
- 犯された白衣（1967年）
- 沖縄やくざ戦争 （1976年）
- おくりびと （2008年）
- おこげ （1992年）
- おしゃれ大作戦（1976年）
- おせんち酒場 君も濡れる街角（2019年）
- おっぱいバレー（2009年）
- おとうと （2010年）
- 弟切草 （2001年）
- 男たちの大和/YAMATO （2005年）
- 男はつらいよシリーズ
  - 男はつらいよ （1969年8月27日）
  - 続・男はつらいよ （1969年11月15日）
  - 男はつらいよ フーテンの寅 （1970年1月15日）
  - 新・男はつらいよ （1970年2月27日）
  - 男はつらいよ 望郷篇 （1970年8月25日）
  - 男はつらいよ 純情篇 （1971年1月15日）
  - 男はつらいよ 奮闘篇 （1971年4月28日）
  - 男はつらいよ 寅次郎恋歌 （1971年12月29日）
  - 男はつらいよ 柴又慕情 （1972年8月5日）
  - 男はつらいよ 寅次郎夢枕 （1972年12月29日）
  - 男はつらいよ 寅次郎忘れな草 （1973年8月4日）
  - 男はつらいよ 私の寅さん （1973年12月26日）
  - 男はつらいよ 寅次郎恋やつれ （1974年8月3日）
  - 男はつらいよ 寅次郎子守唄 （1974年12月28日）
  - 男はつらいよ 寅次郎相合い傘 （1975年8月2日）
  - 男はつらいよ 葛飾立志篇 （1975年12月27日）
  - 男はつらいよ 寅次郎夕焼け小焼け （1976年7月24日）
  - 男はつらいよ 寅次郎純情詩集 （1976年12月25日）
  - 男はつらいよ 寅次郎と殿様 （1977年8月6日）
  - 男はつらいよ 寅次郎頑張れ! （1977年12月24日）
  - 男はつらいよ 寅次郎わが道をゆく （1978年8月5日）
  - 男はつらいよ 噂の寅次郎 （1978年12月27日）
  - 男はつらいよ 翔んでる寅次郎 （1979年8月4日）
  - 男はつらいよ 寅次郎春の夢 （1979年12月28日）
  - 男はつらいよ 寅次郎ハイビスカスの花 （1980年8月2日）
  - 男はつらいよ 寅次郎かもめ歌 （1980年12月27日）
  - 男はつらいよ 浪花の恋の寅次郎 （1981年8月8日）
  - 男はつらいよ 寅次郎紙風船 （1981年12月28日）
  - 男はつらいよ 寅次郎あじさいの恋 （1982年8月7日）
  - 男はつらいよ 花も嵐も寅次郎 （1982年12月28日）
  - 男はつらいよ 旅と女と寅次郎 （1983年8月6日）
  - 男はつらいよ 口笛を吹く寅次郎 （1983年12月28日）
  - 男はつらいよ 夜霧にむせぶ寅次郎 （1984年8月4日）
  - 男はつらいよ 寅次郎真実一路 （1984年12月28日）
  - 男はつらいよ 寅次郎恋愛塾 （1985年8月3日）
  - 男はつらいよ 柴又より愛をこめて （1985年12月28日）
  - 男はつらいよ 幸福の青い鳥 （1986年12月20日）
  - 男はつらいよ 知床慕情 （1987年8月5日）
  - 男はつらいよ 寅次郎物語 （1987年12月26日）
  - 男はつらいよ 寅次郎サラダ記念日 （1988年12月24日）
  - 男はつらいよ 寅次郎心の旅路 （1989年8月5日）
  - 男はつらいよ ぼくの伯父さん （1989年12月27日）
  - 男はつらいよ 寅次郎の休日 （1990年12月22日）
  - 男はつらいよ 寅次郎の告白 （1991年12月23日）
  - 男はつらいよ 寅次郎の青春 （1992年12月26日）
  - 男はつらいよ 寅次郎の縁談 （1993年12月25日）
  - 男はつらいよ 拝啓車寅次郎様 （1994年12月23日）
  - 男はつらいよ 寅次郎紅の花 （1995年12月23日）
  - 男はつらいよ 寅次郎ハイビスカスの花 特別篇 （1997年11月22日）
- オトシモノ （2006年）
- オトナのしおり とじて、ひらいて（2020年）
- 踊る大捜査線
  - 踊る大捜査線 THE MOVIE （1998年）
  - 踊る大捜査線 THE MOVIE 2 レインボーブリッジを封鎖せよ! （2003年）
  - 踊る大捜査線 THE MOVIE3 ヤツらを解放せよ! （2010年）
- おニャン子ザ・ムービー 危機イッパツ! （1986年）
- 思い出がいっぱい（2004年）
- 親父 （2007年）
- 俺たちの行進曲 （1985年）
- オレとアニキと五人の女たち（2023年）
- 女教師 （1977年）
- 女詐欺師レン キケンな情事を追え!（2020年）
- 女の中にいる他人 （1966年）
- 陰陽師
  - 陰陽師 （2001年）
  - 陰陽師II （2003年）

## か行

### か
- 快感メモリー 〜三人の今日子〜（2023年）
- 海軍 （1943年、1963年）
- 海炭市叙景 （2010年）
- 海潮音 （1980年）
- 海底軍艦 （1963年）
- 海底大戦争 （1966年）
- 快盗ルビイ （1988年)
- 岳 -ガク- （2011年)原作岳 みんなの山
- 隠し砦の三悪人 （1958年）
- 影武者 （1980年）
- 下弦の月〜ラスト・クォーター （2004年）
- 学校 （1993年）
- 学校の怪談シリーズ （1995年 - ）
- かにゴールキーパー（2006年）
- 彼女が水着にきがえたら （1989年）
- カミカゼ野郎 真昼の決斗 （1966年）
- 亀は意外と速く泳ぐ （2005年）
- ガメラシリーズ
  - 大怪獣ガメラ （1965年）
  - 大怪獣決闘 ガメラ対バルゴン （1966年）
  - 大怪獣空中戦 ガメラ対ギャオス （1967年）
  - ガメラ対宇宙怪獣バイラス （1968年）
  - ガメラ対大悪獣ギロン （1969年）
  - ガメラ対大魔獣ジャイガー （1970年）
  - ガメラ対深海怪獣ジグラ （1971年）
  - 宇宙怪獣ガメラ （1980年）
  - ガメラ 大怪獣空中決戦 （1995年）
  - ガメラ2 レギオン襲来 （1996年）
  - ガメラ3 邪神覚醒 （1999年）
  - 小さき勇者たち〜ガメラ〜 （2006年）
- カメラを止めるな!（2017年）
- 仮面ライダーカブト GOD SPEED LOVE （2006年）
- 仮面ライダー THE FIRST （2005年）
- 仮面ライダーJ （1994年）
- 仮面ライダーZO （1992年）
- 仮面ライダー龍騎 EPISODE FINAL （2002年）
- かもめ食堂 （2006年）
- 空手バカ一代 （1977年）
- 華麗なる一族 （1974年）
- 彼のオートバイ、彼女の島 （1986年）
- かわいいオリカ（2022年）
- 乾いた花 （1964年）
- 河内遊侠伝 （1967年）
- 感染列島 （2009年）
- カンゾー先生 （1998年）
- 神田川淫乱戦争（1983年）
- 監督・ばんざい! （2007年）

### き
- 黄色い涙 （2007年）
- 菊次郎の夏 （1999年）
- 木更津キャッツアイ 日本シリーズ （2003年）
  - 木更津キャッツアイ ワールドシリーズ （2006年）
- 岸和田少年愚連隊シリーズ （1996年- ）
- キズモモ。 （2008年）
- 汚い奴 （1995年）
- 北の零年 （2005年）
- キッズ・リターン （1996年）
- きつね（1983年）
- 義父と未亡人 一夜だけの秘め事（2021年）
- 君も出世ができる （1964年）
- 君を忘れない （1995年）
- 逆襲! 殺人拳 （1974年）
- 逆噴射家族 （1984年）
- 逆境ナイン （2005年）
- 吸血少女対少女フランケン（2009年）
- キューティーハニー （2004年）
- 教祖誕生（1993年）
- 今日もわれ大空にあり （1964年）
- 巨人と玩具 （1958年）
- 嫌われ松子の一生 （2006年）
- キラー・テナント（2020年）
- ギララの逆襲/洞爺湖サミット危機一発（2008年）
- 銀河鉄道の夜 （1985年）
- 緊急呼出し エマージェンシー・コール （1995年）
- キングコングの逆襲 （1967年）
- 銀色の髪のアギト （2006年）
- 銀蝶シリーズ
  - 銀蝶渡り鳥 （1972年）
  - 銀蝶流れ者 牝猫博奕 （1972年）
- 銀嶺の果て （1947年）

### く
- 虞美人草 （1935年、1941年）
- グミ・チョコレート・パイン （2007年）
- 雲のむこう、約束の場所 （2004年）
- 狂った一頁 （1926年）
- 狂った果実 （1956年）
- グッドバイ、バッドマガジンズ（2022年）
- クレージー黄金作戦 （1967年）
- クレージーだよ奇想天外 （1966年）
- クレージーの怪盗ジバコ （1967年）
- 紅の豚 （1992年）
- 黒い雨 （1989年）
- 黒蜥蜴 （1968年）
- 黒ニャゴ （1929年）
- クワイエットルームにようこそ （2007年）

### け
- 警視庁物語シリーズ （1956年 - 1964年）
- ケイゾク/映画 Beautiful Dreamer （2000年）
- 劇場版 SPEC〜天〜（2012年）
- 劇場版 SPEC〜結〜（2013年）
- 激殺! 邪道拳 （1977年）
- 激突! 合気道 （1975年）
- 激突! 殺人拳 （1974年）
- 激マブ探偵なな 手淫が炸裂する時（2021年）
- ゲゲゲの鬼太郎 （2007年）
- ゲゲゲの鬼太郎 千年呪い歌 （2008年）
- ケータイ刑事 銭形シリーズ
  - ケータイ刑事 THE MOVIE バベルの塔の秘密〜銭形姉妹への挑戦状 （2006年）
  - ケータイ刑事 THE MOVIE2 石川五右衛門一族の陰謀〜決闘!ゴルゴダの森 （2007年）
- 月光仮面 （1981年）
- GAME KING 高橋名人VS毛利名人 激突!大決戦 （1986年）
- g@me. （2003年）
- ゲロッパ! （2003年）
- けんかえれじい （1966年）
- けんか空手シリーズ
  - けんか空手 極真拳 （1975年）
  - 空手バカ一代 （1977年）
- ケンタとジュンとカヨちゃんの国 （2010年）

### こ
- 恋味うどん（2006年）
- 恋空 （2007年）
- 恋のいばら（2023年）
- 恋の渦（2013年）
- 恋の罪（2011年）
- 恋の墓（2020年）
- 恋の豚（2018年）
- 恋の門 （2004年）
- 交渉人 THE MOVIE タイムリミット高度10,000mの頭脳戦 （2010年）
- 交渉人 真下正義 （2005年）
- 皇帝のいない八月 （1978年）
- 荒野のダッチワイフ（1967年）
- コアラ課長（2006年）
- コクウ（2017年）
- 国際秘密警察シリーズ （1963年 - 1967年）
- ごくせん THE MOVIE （2009年）
- ここではないどこかへ（2021年）
- 此処に花あり（2023年）
- 五十万人の遺産 （1963年）
- ゴジラシリーズ
  - ゴジラ （1954年）
  - ゴジラの逆襲 （1955年）
  - キングコング対ゴジラ （1962年）
  - モスラ対ゴジラ （1964年）
  - 三大怪獣 地球最大の決戦 （1964年）
  - 怪獣大戦争 （1965年）
  - ゴジラ・エビラ・モスラ 南海の大決闘 （1966年）
  - 怪獣島の決戦 ゴジラの息子 （1967年）
  - 怪獣総進撃 （1968年）
  - ゴジラ・ミニラ・ガバラ オール怪獣大進撃 （1969年）
  - ゴジラ対ヘドラ （1971年）
  - 地球攻撃命令 ゴジラ対ガイガン （1972年）
  - ゴジラ対メガロ （1973年）
  - ゴジラ対メカゴジラ （1974年）
  - メカゴジラの逆襲 （1975年）
  - ゴジラ （1984年）
  - ゴジラvsビオランテ （1989年）
  - ゴジラvsキングギドラ （1991年）
  - ゴジラvsモスラ （1992年）
  - ゴジラvsメカゴジラ （1993年）
  - ゴジラvsスペースゴジラ （1994年）
  - ゴジラvsデストロイア （1995年）
  - ゴジラ2000 ミレニアム （1999年）
  - ゴジラ×メガギラス G消滅作戦 （2000年）
  - ゴジラ・モスラ・キングギドラ 大怪獣総攻撃 （2001年）
  - ゴジラ×メカゴジラ （2002年）
  - ゴジラ×モスラ×メカゴジラ 東京SOS （2003年）
  - ゴジラ FINAL WARS （2004年）
- こちら葛飾区亀有公園前派出所シリーズ
  - こちら葛飾区亀有公園前派出所 （1977年）
  - こちら葛飾区亀有公園前派出所 THE MOVIE 〜勝どき橋を封鎖せよ!〜 （2011年）
- 子連れ殺人拳 （1976年）
- コドモ警察（2013年）
- この胸いっぱいの愛を （2005年）
- 子守唄シリーズ
  - 浪曲子守唄 （1966年）
  - 続 浪曲子守唄 （1967年）
- 今宵、奇跡が起きる温泉で。（2020年）
- ゴルゴ13シリーズ
  - ゴルゴ13 (1973年の映画) （1973年）
  - ゴルゴ13 九竜の首 （1977年）
- 殺しの烙印 （1967年）
- 昆虫大戦争 （1968年）
- コント55号 世紀の大弱点（1968年）
- コント55号 宇宙大冒険（1969年）
- コント55号 人類の大弱点（1969年）
- ゴンドラ（1987年）
- こんな私じゃなかったに（1952年）

## さ行

### さ
- サイコウノバカヤロウ（2017年）
- 最強兵器女子高生 RIKA （2008年）
- 最終兵器彼女 （2006年）
- 最低。（2017年）
- 催眠 （1999年）
- 西遊記 （2007年）
- 佐賀のがばいばあちゃん （2006年）
  - 島田洋七の佐賀のがばいばあちゃん （2009年）
- 桜田門外ノ変 （2010年）
- 櫻の園 (漫画)#映画　（1990年）
- さくらん （2007年）
- ザ・サイレンサー MAGNUM357 （1995年）
- 細雪 （1950年、1959年、1983年）
- 誘い濡れ 〜さあやとこはる〜（2022年）
- 殺人鬼の誘惑 （1963年）
- 殺人狂時代 （1967年）
- 殺人拳シリーズ
  - 激突! 殺人拳 （1974年）
  - 殺人拳2 （1974年）
  - 逆襲! 殺人拳 （1974年）
  - 子連れ殺人拳 （1976年）
- 座頭市シリーズ （1962年- 、多数）
  - 座頭市 THE LAST （2010年）
- さびしんぼう （1985年）
- サブイボマスク（2016年）
- サマータイムマシン・ブルース（2005年）
- ザ・マジックアワー（2008年）
- 侍 （1965年）
- 侍タイムスリッパー（2024年）
- さよならジュピター （1984年）
- THEレイパー 暴行の餌食（2007年）
- されどはまぐり（2021年）
- ざわざわ下北沢 （2000年）
- さんかく （2010年）
- 三大怪獣グルメ（2020年）

### し
- 幸福の黄色いハンカチ （1977年）
- 四月物語 （1998年）
- 自虐の詩 （2007年）
- 資金源強奪 （1975年）
- 地獄のローパー、緊縛・SM・18才（1986年）
- シーサイドモーテル （2010年）
- 自殺サークル （2002年）
- 師匠の女将さん いじりいじられ（2018年）
- 静かな生活 （1995年）
- 下着博覧会（2021年）
- 7月7日、晴れ （1996年）
- 七人のおたく （1992年）
- 七人の侍 （1954年）
- 忍 SHINOBI （2005年)
- シベリア超特急シリーズ
  - シベリア超特急 （1996年）
  - シベリア超特急2 （2001年）
  - シベリア超特急3 （2003年）
  - シベリア超特急5 （2005年）
- シムソンズ （2006年）
- 下妻物語 （2004年）
- 下ネタトリオ マドンナを狙え（2023年）
- ジャズ大名 （1986年）
- 社長シリーズ （1956年 - 1971年）
  - 社長太平記 （1959年）
- シュアリー・サムデイ （2010年）
- 獣人雪男 （1955年）
- 銃声 LAST DROP OF BLOOD （2003年）
- 柔道一代シリーズ
  - 柔道一代 （1963年）
- 18倫（2009年）
- 呪怨シリーズ （2003年）
- シュガー&スパイス 風味絶佳 （2006年）
- ジュブナイル （2000年）
- しゅら-縄の姉妹‐（2023年）
- 修羅雪姫 （1973年）
- 純愛芸術 〜最後の恋の描き方〜（2024年）
- 女高生 天使のはらわた （1978年）
- ジョゼと虎と魚たち （2003年）
- 書道ガールズ!! わたしたちの甲子園 （2010年）
- 将軍家光の乱心 激突 （1989年）
- 少年時代 （1990年）
- 少林寺拳法 （1975年）
- 職場秘汁 魔性の指使い（2023年）
- 書を捨てよ町へ出よう （1971年）
- 地雷原 A mine field. （1992年）
- 白い熱球 （1963年）
- 白い船 （2002年）
- 新 影の軍団シリーズ
  - 新 影の軍団 （2003年）
  - 新 影の軍団II （2003年）
  - 新 影の軍団III 地雷火 （2003年）
  - 新 影の軍団IV 地雷火 （2003年）
  - 新 影の軍団V （2005年） 　
  - 新 影の軍団 最終章 （2005年）
- 新幹線大爆破 (1975年)
- 仁義なき戦いシリーズ （1973年 - 2002年）
  - 仁義なき戦い （1973年）
  - 仁義なき戦い 広島死闘篇 （1973年）
  - 仁義なき戦い 代理戦争 （1973年）
  - 仁義なき戦い 頂上作戦 （1974年）
  - 仁義なき戦い 完結篇 （1974年）
  - 新仁義なき戦い （1974年）
  - 新仁義なき戦い 組長の首 （1975年）
  - 新仁義なき戦い 組長最後の日 （1976年）
  - 新・仁義なき戦い （2000年）
- 深紅 （2005年）
- 深呼吸の必要 （2004年）
- 人生劇場 （1968年）
- 心中天網島 （1969年）
- 新宿区歌舞伎町保育園（2009年）
- 新宿パンチ（2018年）
- 女子高生に殺されたい（2022年）
- 神童 （2006年）
- 新橋探偵物語（2018年）
- 新橋探偵物語2 ダブルリボルバーラヴ（2022年）

### す
- スイートリトルライズ （2010年）
- スウィングガールズ （2004年）
- スーパーの女 （1996年）
- 菅井君と家族石_THE_MOVIE （2008年）
- スキャンダルの夜 寝取られミナミ（2025年）
- すけべ繁忙期 モーレツたらし込み（2021年）
- 鈴木先生（2013年）
- ズッコケ三人組シリーズ
  - 花のズッコケ児童会長 （1991年）
  - ズッコケ三人組 怪盗X物語 （1998年）
- スナックあけみ（2018年）
- 砂の器 （1974年）
- 砂の女 （1964年）
- スパイ・ゾルゲ （2003年）
- スペーストラベラーズ （2000年）
- すべては「裸になる」から始まって（2017年）
- スリーピングフラワー （2005年）
- スワロウテイル （1996年）

### せ
- 性鬼人間第一号 〜発情回路〜（2016年）
  - 性鬼人間第二号 〜イキナサイ〜（2018年）
  - 性鬼人間第三号 〜異次元の快楽〜（2020年）
- 青春群青色の夏 （2015年）
- 青春の殺人者 （1976年）
- 青春100キロ（2016年）
- 性の劇薬（2020年）
- 制服サバイガール （2009年）
- セーラー服色情飼育（1982年）
- セーラー服と機関銃 （1981年）
- 世界大戦争 （1961年）
- 世界の中心で、愛をさけぶ （2004年）
- 赤龍の女 （2006年）
- せつな（2005年）
- 絶倫謝肉祭（2017年）
- 背中合わせのふたり（2022年）
- ゼブラーマン （2003年）
- ゼブラーマン ゼブラシティの逆襲 （2010年）
- セレブが結婚したい13の悪魔 （2007年）
- 戦艦大和 （1953年）
- 戦国自衛隊 （1979年）
- 戦国自衛隊1549 （2005年）
- 戦場のメリークリスマス （1983年）
- 全然大丈夫　（2006年）
- 宣戦布告 （2001年）

### そ
- 草原の椅子 （2013年）
- 続 浪曲子守唄 （1967年）
- ぞっこんヒールズ ぬるりと解決（2021年）
- ソナチネ （1993年）
- その男、凶暴につき （1989年）
- その夜の妻 （1930年）
- ソフトボーイ （2010年）
- 空の大怪獣ラドン （1956年）
- それでもボクはやってない （2007年）

## た行

### た
- 大怪獣モノ（2016年）
- 胎児が密猟する時（1966年）
- 大性獣 恥丘最大の絶頂（2022年）
- 大停電の夜に （2005年）
- 台風クラブ （1985年）
- 太平洋奇跡の作戦 キスカ （1965年）
- 太平洋の翼 （1963年）
- 太平洋の鷲 （1953年）
- 大冒険 （1965年)
- 大魔神 （1966年）
- 大誘拐 RAINBOW KIDS （1991年）
- 太陽に突っ走れ （1966年）
- 太陽の季節 （1956年）
- 太陽を盗んだ男 （1979年）
- たすけびと（2022年）
- 竹取物語 （1987年）
- 戦ふ兵隊 （1939年）
- 爛れた関係 猫股のオンナ（2019年）
- 橘アヤコは見られたい（2020年）
- 脱走遊戯 （1976年）
- Wの悲劇 （1984年）
- 誰かが私にキスをした （2010年）
- 誰も知らない （2004年）
- たわわな気持ち（2019年）
- タンポポ （1985年）

### ち
- チー公大作戦 （2001年）
- チェケラッチョ!! （2006年）
- 近頃なぜかチャールストン （1981年）
- 力と女の世の中 （1932年）
- 痴漢電車 食い込み夢マッチ（2019年）
- 痴漢電車 夢見る桃色なすび（2020年）
- 地球交響曲シリーズ （1992年、1995年、1997年、2001年、2004年）
- 地球防衛軍 （1957年）
- 着信アリ （2004年）
  - 着信アリ2 （2005年）
  - 着信アリFinal （2006年）
- ちゃんと伝える （2009年）
- 直撃! 地獄拳 （1974年）
- 青島要塞爆撃命令 （1963年）
- 小さな恋の歌（2019年）

### つ
- ツィゴイネルワイゼン （1980年）
- 月と嘘と殺人 （2010年）
- 月と寝る女 またぐらの面影（2020年）
- 月はどっちに出ている （1993年）
- つないだ手をはなして（2018年）
- 椿山課長の七日間 （2006年）
- つむぎ（2004年）
- 強がりカポナータ（2019年）
- ヅラ刑事（2006年）
- 釣りバカ日誌シリーズ
  - 釣りバカ日誌 （1988年）
  - 釣りバカ日誌2 （1989年）
  - 釣りバカ日誌3 （1990年）
  - 釣りバカ日誌4 （1991年）
  - 釣りバカ日誌5 （1992年）
  - 釣りバカ日誌6 （1993年）
  - 釣りバカ日誌スペシャル （1994年）
  - 釣りバカ日誌7 （1994年）
  - 釣りバカ日誌8 （1996年）
  - 釣りバカ日誌9 （1997年）
  - 花のお江戸の釣りバカ日誌 （1998年）
  - 釣りバカ日誌10 （1998年）
  - 釣りバカ日誌イレブン （2000年）
  - 釣りバカ日誌12 史上最大の有給休暇 （2001年）
  - 釣りバカ日誌13 ハマちゃん危機一髪! （2002年）
  - 釣りバカ日誌14 お遍路大パニック! （2003年）
  - 釣りバカ日誌15 ハマちゃんに明日はない!? （2004年）
  - 釣りバカ日誌16 浜崎は今日もダメだった♪♪ （2005年）
  - 釣りバカ日誌17 あとは能登なれハマとなれ! （2006年）
  - 釣りバカ日誌18 ハマちゃんスーさん瀬戸の約束 （2007年）
  - 釣りバカ日誌19 ようこそ!鈴木建設御一行様 （2008年）
  - 釣りバカ日誌20 ファイナル （2009年）
- 劒岳 点の記（2009年）
- つれこむ女 したがりぼっち（2020年）
- ツンデレ娘 奥手な初体験（2019年）

### て
- 出会ってないけど、さようなら（2017年）
- てぃだかんかん〜海とサンゴと小さな奇跡〜 （2010年）
- デスノート （2006年）
- デスノート the Last name （2006年）
- 鉄男 THE BULLET MAN （2010年）
- デトロイト・メタル・シティ （2008年）
- 手のひらの幸せ （2010年）
- 掌の小説 （2010年）
- デビルマン （2004年）
- 田園に死す （1974年）
- 転校生 （1982年）
- 転校生-さよなら あなた- （2007年）
- 天使が降りた日 （2005年）
- 天国と地獄 （1963年）
- 天国にいちばん近い島 （1983年）
- 天使のはらわた 赤い教室 （1979年）
- 天国の本屋〜恋火 （2004年）
- 電車男 (2005年)
- 電送人間 （1960年）
- 天然コケッコー （2007年）

### と
- 東京オアシス （2011年）
- 東京-ソウル-バンコック 実録麻薬地帯 （1973年）
- 東京タワー 〜オカンとボクと、時々、オトン〜 （2007年）
- 東京流れ者 （1966年）
- 東京ノワール（2018年）
- 東京物語 （1953年）
- 同棲性活 恥部とあなたと…（2020年）
- 童貞幽霊 あの世の果てでイキまくれ!（2019年）
- 動脈列島 （1975年）
- 遠野物語 （1982年）
- 時には昔の話を/森山周一郎 声優と呼ばれた俳優 （2022年）
- ときめきメモリアル （1997年）
- 時をかける少女 （1983年）
  - 時をかける少女 （1997年）
  - 時をかける少女 (2006年の映画) （2006年）
  - 時をかける少女 （2010年）
- 特別機動捜査隊シリーズ
  - 特別機動捜査隊 （1963年）
  - 特別機動捜査隊 東京駅に張り込め （1963年）
- 独立愚連隊 （1959年）
- 独立愚連隊西へ （1960年）
- どついたるねん （1989年）
- ドッペルゲンガー （2003年）
- どですかでん （1970年）
- トニー滝谷 （2004年）
- 扉を閉めた女教師（2021年）
- ドーベルマン刑事 （1977年）
- トラ・トラ・トラ! （1970年、日本・アメリカ）
- トリック （2002年）
  - 劇場版TRICK 霊能力者バトルロイヤル （2010年）
- トリプル・クライマックス 三人の女たち（2024年）
- トロッコ (映画) （2010年）
- どろろ （2007年）

## な行

### な
- ナースのお仕事ザ・ムービー （2002年）
- 長い散歩（2006年）
- 中川准教授の淫びな日々（2008年）
- 流れる （1956年）
- なくもんか （2009年）
- なごり雪 （2002年）
- 夏の庭 The Friends （1994年）
- なのに、やめられない 〜スズカのスナック〜（2024年）
- 生つば美人妻 妄想で寝取られて（2021年）
- ナビィの恋 （1999年）
- ナマズのいた夏（2025年）
- 波の数だけ抱きしめて （1991年）
- ならず者 （1964年）
- 南極料理人 （2009年）

### に
- 肉感海岸 美巨乳店員のいるお店（2025年）
- 肉弾 （1968年）
- 西の魔女が死んだ （2008年）
- 虹の女神 （2006年）
- 20世紀ノスタルジア （1997年）
- にっぽん泥棒物語 （1965年）
- ニッポン無責任時代 （1962年）
- 二百三高地 （1980年）
- 日本暗殺秘録 （1969年）
- 日本以外全部沈没（2006年）
- 日本海大海戦 （1969年）
- 日本沈没 （1973年、2006年）
- 日本のいちばん長い日 （1967年、2015年）
- 日本の首領 （1977年、1978年）
- 任侠秘録 人間狩り （2004年）
- 人間革命 （1973年）
- 人間魚雷回天 （1955年）
- 人間の証明 （1977年）
- 人情紙風船 （1937年）
- 忍者秘帖 梟の城 （1963年）
- nude（2010年）

### ね
- ネガティブハッピー・チェーンソーエッヂ （2008年）
- NEXT LEVEL（2023年）
- NECK (2010年)
- 猫は逃げた（2022年）
- ネトラレ、純愛。（2024年）
- 眠れる森のミチコ（2020年）

### の
- 悩殺業務命令 いやらしシェアハウス（2019年）
- ノストラダムス戦慄の啓示 （1994年）
- ノストラダムスの大予言 （1974年）
- 野ゆき山ゆき海べゆき (1986年)
- 野良犬 （1949年、1973年）
- のんちゃんのり弁 （2009年）

## は行

### は
- バージン協奏曲 それゆけ純白パンツ!（2019年）
- バースデーカード（2016年）
- ハードラックヒーロー（2003年）
- バーバー吉野 （2004年）
- パーフェクト・キス 濡らしてプレイバック（2023年）
- バーミリオン（2023年）
- 海底悲歌（2021年）
- ハウス （1977年）
- 博士の愛した数式 （2005年）
- バカヤロー!シリーズ
  - バカヤロー! 私、怒ってます （1988年）
  - バカヤロー!2 幸せになりたい。 （1989年）
  - バカヤロー!3 へんな奴ら （1990年）
  - バカヤロー!4 YOU! お前のことだよ （1991年）
- 幕末太陽傳 （1957年）
- パコと魔法の絵本 （2008年）
- はじまらない恋（2024年）
- はじまりのみち（2013年）
- 裸のアゲハ（2016年）
- 八月の濡れた砂 （1971年）
- 八月の狂詩曲 （1991年）
- ハチ公物語 （1987年）
- 8番出口（2025年）
- ハチミツとクローバー （2006年）
- はつ恋 (1975年の映画) （1975年）
- はつ恋 (2000年の映画) （2000年）
- 初恋とナポリタン（2017年）
- 八甲田山 （1977年）
- 八州遊侠伝 男の盃 （1963年）
- 発情娘 糸ひき生下着（1998年）
- パッチギ! （2005年）
- バッテリー （2007年）
- ハッピーフライト （2008年）
- バトル・ロワイアルシリーズ
  - バトル・ロワイアル （2000年）
  - バトル・ロワイアル 【特別篇】（2001年）
  - バトル・ロワイアルII 【鎮魂歌】 （2003年）
- 花とアリス （2003年、2004年）
- 花と沼（2020年）
- 花のあすか組! （1988年）
- 花嫁吸血魔 （2006年）
- 花より男子F （2008年）
- 離れられない君へ（2024年）
- パプリカ （2006年）
- バブルへGO!! タイムマシンはドラム式 （2007年）
- はめられて Road to Love（2017年）
- はやぶさ/HAYABUSA （2011年）
- はやぶさ 遥かなる帰還（2012年）
- パラサイト・イヴ （1997年）
- パラレル・セックス 痴女が潜む街（2020年）
- 春との旅 （2010年）
- 薔薇の葬列 （1969年）
- 春の雪 （2005年）
- ハワイ・マレー沖海戦 （1942年）
- ハワイ・ミッドウェイ大海空戦 太平洋の嵐 （1960年）
- 阪急電車 片道15分の奇跡（2011年）
- 晩春 （1949年）

### ひ
- ビー・バップ・ハイスクールシリーズ （1985年 - 1988年）
- ヒーローショー (映画) （2010年）
- ピカ☆ンチ LIFE IS HARDだけどHAPPY （2002年）
  - ピカ☆☆ンチ LIFE IS HARDだからHAPPY （2004年）
- 美人哀愁（1931年）
- ひとりね （2001年）
- 引っ越してきました麻美です。（2023年）
- 人妻一番!二人きりトゥナイト（2021年）
- 人妻怪談 淫欲むせび泣き（2025年）
- 人妻の湿地帯 舌先に乱されて（2020年）
- ヒナゴン （2005年）
- 美乳若妻と巨乳女将 蕩けるお宿（2023年）
- ヒミズ（2012年）
- 秘密 （1999年）
- 秘メ煙 （2007年）
- 百万円と苦虫女（2008年）
- 秒速5センチメートル （2007年）
- ビリーバーズ（2022年）
- ピンポン （2002年）

### ふ
- ファイナルファンタジー （2001年）
- ファンキーハットの快男児シリーズ
  - ファンキーハットの快男児 （1961年）
  - ファンキーハットの快男児 二千万円の腕 （1961年）
- 風来坊探偵 赤い谷の惨劇 （1961年）
- 風林火山 （1969年）
- ブギーポップは笑わない Boogiepop and Others （2000年）
- ふきげんな姉妹（2023年）
- 福井青春革命 （2005年）
- 福井青春物語 （2005年）
- 復讐するは我にあり （1979年）
- 復讐は囁きにのせて（2023年）
- 梟の城 owl's castle （1999年）
- 武士の一分 （2006年）
- 武士の家計簿 （2010年）
- ふたつの月に濡れる（2020年）
- 復活の日 （1980年）
- 腑抜けども、悲しみの愛を見せろ （2007年）
- プライド・運命の瞬間 （1998年）
- フラガール （2006年）
- プラトニック・セックス （2001年）
- ブルークリスマス （1978年）
- ブルーポルノ（2023年）
- フレンチドレッシング （1998年）

### へ
- ペッティング・モンスター 快楽喰いまくり（2021年）
- ヘブンズ・ドア （2009年）
- ヘルタースケルター（2012年）
- 変態怪談 し放題され放題（2019年）
- 変態ぞうさん 私の桃色指導（2022年）
- 変態の季節（2023年）

### ほ
- 冒険者カミカゼ -ADVENTURER KAMIKAZE- （1981年）
- 亡国のイージス （2005年）
- 包帯クラブ （2007年）
- ホームレス中学生 （2008年）
- ぼくたちと駐在さんの700日戦争 （2008年）
- 濹東綺譚 （1960年、1992年）
- 僕と妻の1778の物語 （2011年）
- ぼくとママの黄色い自転車 （2009年）
- ぼくの年上の女（2024年）
- 僕の初恋をキミに捧ぐ （2009年）
- 僕は妹に恋をする （2007年）
- ぼくらの七日間戦争 （1988年）
- 僕らはあの空の下で （2009年）
- 僕らはみんな生きている （1993年）
- ぼくんち （2002年）
- 欲しがり奈々ちゃん ～ひとくち、ちょうだい～（2021年）
- 星になった少年 （2005年）
- 星に願いを。 （2003年）
- 鉄道員（ぽっぽや） （1999年）
- ボディガード牙 （1973年）
- ボディ・ジャック （2008年）
- ホワイトアウト （2000年）
- ホールドアップダウン（2005年）
- ポルノだョ！全員集合㊙わいせつ集団（1974年）
- ほんの少し遠く（2022年）

## ま行

### ま
- 麻雀放浪記 （1984年）
- 舞妓Haaaan!!! （2007年）
- 舞姫 （1989年）
- 魔界転生 (1981年の映画) （1981年）
  - 魔界転生 (2003年の映画)（2003年）
- 幕が上がる（2015年）
- マジカル・ミチコ（2018年）
- 魔性尻 おまえが欲しい（2020年）
- 股がり天使 火照りの桃源郷（2022年）
- 瞬 またたき （2010年）
- マタンゴ （1963年）
- まつもと日和（2023年）
- 祭りの準備 （1975年）
- 幻の湖 （1982年）
- 麻薬売春Gメンシリーズ
  - 麻薬売春Gメン （1972年）
- ママと私 とろけモードで感じちゃう（2022年）
- マリと子犬の物語 （2007年）
- マルサの女 （1987年）
- マルタイの女 （1997年）
- 漫画誕生（2019年）
- まん・なか（2018年）

### み
- ミカヨのクレヨン（2017年）
- ミスピーチ 巨乳は桃の甘み（2005年）
- 魅せたい女（2023年）
- 乱れ雲 （1967年）
- 乱れる （1964年）
- 水戸黄門 天下の副将軍 （1959年）
- 南の島のフリムン （2009年）
- 身も心も （1997年）
- みゆき （1983年）
- みゆきの結婚（2024年）
- 未来の足音（2018年）
- 未来の想い出 （1992年）
- ミンボーの女 （1992年）
- ミスミソウ（2018年）

### む
- 蟲師 （2007年）
- 無慈悲な光（2021年）
- 息子 （1991年）
- 胸騒ぎがする! 〜ヒールズ・フォーエバー〜（2022年）
- 無法松の一生 （1943年、1958年、1963年、1965年）
- 村の写真集 (2005年)

### め
- メイクルーム（2015年）
- 明治天皇と日露大戦争 （1957年）
- めし （1951年）
- めぞん一刻 （1986年）
- メゾン・ド・ヒミコ （2005年）
- メタルヒーローシリーズ
  - 宇宙刑事シャイダー（1984年）
  - 宇宙刑事シャイダー 追跡!! しぎしぎ誘拐団（1984年）
  - 超人機メタルダー（1987年）
  - 機動刑事ジバン（1989年）
  - 特捜ロボ ジャンパーソン（1993年）
  - ブルースワット（1994年）
  - 重甲ビーファイター（1995年）

- メッセンジャー （1999年）
- 女猫 （1983年）

### も
- モーテル303（2023年）
- 燃える勇者 （1981年）
- もし高校野球の女子マネージャーがドラッカーの『マネジメント』を読んだら （2011年）
- モスラ （1961年、ほか）
- 桃太郎 海の神兵 （1945年）
- 桃太郎の海鷲 （1942年）
- 悶憮乱の女 〜ふしだらに濡れて〜（2020年）
- 悶々法人 バリキャリ男喰い（2022年）

## や行

### や
- 柳生一族の陰謀 （1978年）
- 野球どアホウ未亡人（2023年）
- やくざ刑事シリーズ
  - やくざ刑事 （1970年）
  - やくざ刑事 マリファナ密売組織 （1970年）
  - やくざ刑事 恐怖の毒ガス （1971年）
- やくざの歌 （1963年）
- 約束 （1972年）
- 優しいおしおき おやすみ、ご主人様（2020年）
- 矢島美容室 THE MOVIE 〜夢をつかまネバダ〜 （2010年）
- 野獣死すべし（1959年）
- 野獣死すべし（1980年）
- 野獣死すべし（1997年）
- 野獣死すべし 復讐篇（1997年）
- ヤッターマン （2009年）
- 山形スクリーム （2009年）
- ヤマトタケル （1994年）
- 闇金ウシジマくん（2012年）
- やりたいふたり（2019年）
- 犯る男（2015年）

### ゆ
- ユートピア (2018年の映画) (2018年)
- 誘拐ラプソディー （2010年）
- 遊星王子2021（2021年）
- 誘惑つとめ口 名器のおしごと（2023年）
- 誘惑妻物語 濡れた人差し指（2021年）
- 誘惑遊女〜ソラとシド〜（2015年）
- 夢 （1990年）

### よ
- 酔いどれ天使（1948年）
- 妖怪大戦争 （1968年）
- 妖怪大戦争 （2005年）
- 容疑者 室井慎次 （2005年）
- 用心棒 （1961年）
- 妖星ゴラス （1962年）
- 横須賀男狩り 少女・悦楽 （1977年）
- 欲望に狂った愛獣たち（2014年）
- 四日間の奇蹟 （2005年）
- 黄泉がえり （2003年）
- 蘇える金狼 （1979年、1998年）
- 余命1ヶ月の花嫁 （2009年）
- 夜に旅（2024年）
- 夜のピクニック （2006年）

## ら行

### ら
- 落書き色町 （2008年）
- らくごえいが （2013年）
- 雷桜 （2010年）
- ライク・サムワン・イン・ラブ （2012年）
- 羅生門 （1950年）
- ラヂオの時間 （1997年）
- ラブ★コン （2006年）
- ラブ&ソウル（2012年）
- ラブ&ポップ （1998年）
- ラブホテル （1985年）
- ラブレター （1981年）
- ラブレター 蒼恋歌 （2006年）
- 乱 （1985年）

### り
- リアリズムの宿 （2003年）
- 陸軍諜報33 （1968年）
- リターナー （2002年）
- リメインズ 美しき勇者たち （1990年）
- 龍が如く 劇場版 （2007年）
- 竜馬暗殺 （1974年）
- 漁師の嫁 天然巨乳快楽漬け（2024年）
- リリイ・シュシュのすべて （2001年）
- リングシリーズ
  - リング （1998年）
  - らせん （1998年）
  - リング2 （1999年）
  - リング0 バースデイ （2001年）
- リンダ リンダ リンダ （2005年）
- 輪廻 （2006年）

### る
- ルパン三世 念力珍作戦 （1974年）

### れ
- レイクサイド マーダーケース （2004年）
- 恋愛寫眞 （2003年）
- 恋愛相談 おクチにできないお年頃（2021年）
- 連合艦隊 （1981年）
- 連合艦隊司令長官 山本五十六 （1968年）

### ろ
- 浪曲子守唄 （1966年）
- ロード88 出会い路、四国へ （2004年）
- 鹿鳴館 （1986年）
- 路上の霊魂 （1921年）
- ロスト・バイ・デッド （2003年）
- ロバマン（2019年）
- ロボコンの大冒険 （1976年）
- ローレライ （2005年）
- ロンタイBABY （1997年）

## わ行

### わ
- ワーキング・ホリデー（2012年）
- わが青春に悔なし （1946年）
- 若大将シリーズ
  - 大学の若大将 （1961年）
  - 海の若大将 （1965年）
  - エレキの若大将 （1965年）
  - アルプスの若大将 （1966年）
- 惑星大戦争 （1977年）
- わたしのグランパ （2003年）
- 私の太陽（2023年）
- 私は貝になりたい （1959年、2008年）
- 私をスキーに連れてって （1987年）
- 悪い奴ほどよく眠る （1960年）
- ワルボロ （2007年）
- ワンダフルライフ （1999年）

## アルファベット
- ACACIA (映画) （2010年）
- AIKI （2002年）
- ALWAYS 三丁目の夕日シリーズ
  - ALWAYS 三丁目の夕日 （2005年）
  - ALWAYS 続・三丁目の夕日 （2007年）
- APPLESEED （2004年）
- BOX 袴田事件 命とは （2010年）
- CASSHERN （2004年）
- COSMIC RESCUE （2003年）
- Dolls （2002年）
- EUREKA （2000年）
- FLOWERS -フラワーズ- （2010年）
- GTO （1999年）
- I am 日本人 （2006年）
- IZO （2004年）
- GANTZ (映画) （2011年）
- HANA-BI （1998年）
- Jam Filmsシリーズ
  - Jam Films （2002年）
  - Jam Films 2 （2003年）
  - Jam Films S （2004年）
- Keiko （1979年）
- KILLERS キラーズ （2003年）
- Love Letter （1995年）
- NAGISA （2000年）
- NANAシリーズ
  - NANA （2005年）
  - NANA2 （2006年）
- NIN×NIN 忍者ハットリくん THE MOVIE （2004年）
- RAILWAYS 49歳で電車の運転士になった男の物語 （2010年）
- ROOKIES -卒業- （2009年）
- Shall we ダンス? （1995年）
- SPACE BATTLESHIP ヤマト （2010年）
- TAKESHIS' （2005年）
- Tokyo Tower （2005年）
- HE HYBRID 鵺の仔 （2015年）
- UDON （2006年）

## 数字
- 0からの風 （2007年）
- 252 生存者あり （2008年）
- 3-4X10月 （1990年）
- 46億年の恋 （2006年）
- 8月のシンフォニー -渋谷2002〜2003 （2009年）
- 8番出口（2025年）